# Света Троица (Кумарица)
„Света Троица“ е българска православна църква в Кумарица, квартал на град Нови Искър.

## История
Храмът е построен на мястото на стара църква, за която се смята, че е била средновековна. Запазени са сведения, че в 1780 година покривът е построен отново и е възстановен иконостасът. Новата църква е построена в 1904 – 1906 година на мястото на разрушената стара църква с дарения и доброволен труд на жителите на Кумарица. Свещеник тогава е Боне Найденов, ръкоположен в 1870 година от митрополит Партений Нишавски.
Иконостасът е дело на дебърски майстори от рода Филипови. Иконите също са оригинални.
В храма служат свещениците Юрдан Ангелов,поп Стефан, поп Кръстан, поп Димитър и поп Николай.